# Elliott Highway
L'autostrada Elliott (Elliott Highway in inglese) è una strada delle regioni interne dell'Alaska che collega la città di Fox (a nord di Fairbanks) con la località di Manley Hot Springs vicino al fiume Tanana.

## Altri dati
La strada è stata completata nel 1959 ed è parte della Alaska Route 2. Risulta essere asfaltata ed in genere agevolmente percorribile nel suo prima tratto che condivide con la Dalton Highway da Fairbanks fino al punto in cui le due strade si dividono al chilometro 110, mentre il restante tratto fino a Manley Hot Springs  (circa 130 km) risulta essere non asfaltato e non sempre percorribile. Particolarmente nei mesi invernali il tratto dal chilometro 110 fino ad Manley Hot Springs può risultare in pessime condizioni a causa di tempeste di neve che provocano l'accumulo di grandi quantità di neve ai bordi della strada e la superficie ghiacciata di quest'ultima. Inoltre lungo tutto questo tratto non risulta esserci alcuna copertura di rete per cellulari e lungo tutto il tratto non vi sono collegamenti telefonici. Inoltre il traffico lungo questa via è contrariamente a quanto avviene lungo la Dalton Highway sporadico. I veicoli che percorrono la Elliott Highway hanno quindi l'obbligo di disporre di sufficiente carburante per percorrere un tragitto di almeno 400 miglia e di disporre sia di un kit di pronto soccorso che di un numero sufficiente di gomme di scorta in caso di foratura. Informazioni sulle condizioni della Elliott Highway sono disponibili sul sito http://511.alaska.gov . Per i veicoli che percorrono la Elliott Highway è consigliato disporre di un apparecchio radio. L'unica stazione di servizio lungo la Elliott Highway si trova a Minto al chilometro 175 (109 miglio) con una deviazione di circa 15 km.
Da Manley Hot Springs, un piccolo complesso termale, percorrendo una strada sterrata di 80 km costruita da poco (2014-2016) si può raggiungere la località di Tanana (si deve però guadare il fiume Yukon in quanto la cittadina si trova sulla sponda destra del fiume).

## Percorso della strada
L'autostrada attraversa i seguenti borough: borough di Fairbanks North Star e Census Area di Yukon-Koyukuk (Unorganized Borough).
Tracciato dell'autostrada:
| Borough                                             | Mile | Km dall'inizio | Località                                                                     | Coordinate             |  |
| --------------------------------------------------- | ---- | -------------- | ---------------------------------------------------------------------------- | ---------------------- |  |
| Borough di Fairbanks North Star                     | 0    | 0              | Fox (qui inizia l'autostrada, a circa 20 km a nord da Fairbanks)             | 64°57′34″N 147°36′57″W |  |
| Census Area di Yukon-Koyukuk (Unorganized Borough). | 62   | 99             | Bivio per Levengood (sulla strada Old Elliott Hwy)                           | 65°29′23″N 148°28′42″W |  |
| Census Area di Yukon-Koyukuk (Unorganized Borough). | 68   | 110            | Bivio per l'autostrada Dalton Highway                                        | 65°29′22″N 148°39′19″W |  |
| Census Area di Yukon-Koyukuk (Unorganized Borough). | 109  | 175            | Bivio per la cittadina di Minto (a circa 15 chilometri dalla strada Elliott) | 65°13′23″N 149°33′35″W |  |
| Census Area di Yukon-Koyukuk (Unorganized Borough). | 152  | 245            | Manley Hot Springs (qui finisce l'autostrada)                                | 65°58′21″N 150°40′15″W |  |

(Non sempre le foto corrispondono esattamente alla località indicata)